# 랠리 차이나

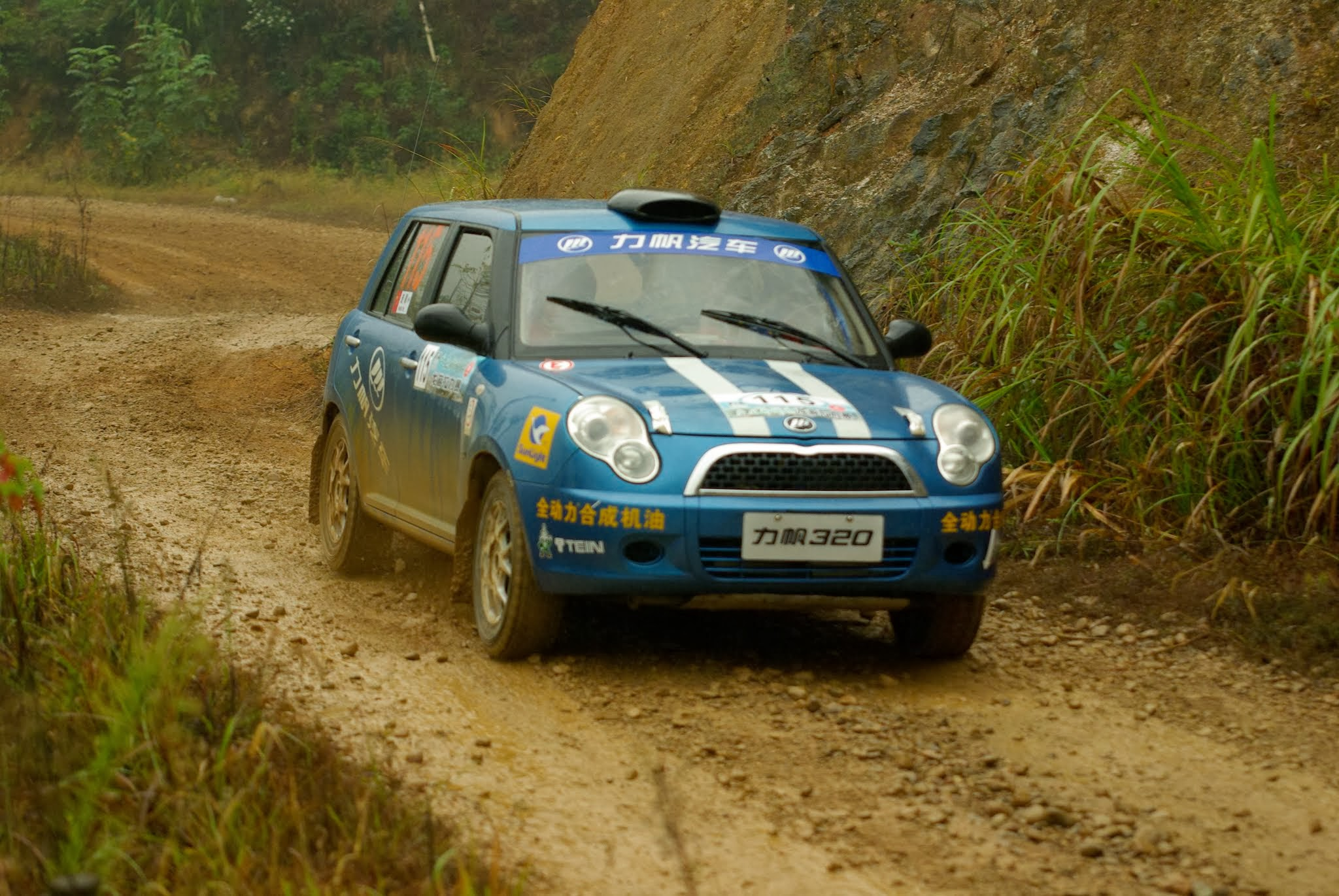
2013년 랠리 차이나의 리판 320

랠리 차이나(Rally China, 中国拉力赛)는 중화인민공화국에서 열리는 가장 큰 랠리 경기이다.
첫 대회는 1997년 1997년 랠리 차이나로 홍콩-베이징 랠리를 대체하여 광둥성에서 열렸고, 1999년 세계 랠리 선수권 대회(WRC) 일정에 포함되었다. 그러나 이듬해 키프로스 랠리로 대체되었다.
2000년부터 2015년까지 아시아-태평양 랠리 선수권 대회(APRC)의 일부였으며, 처음에는 광둥성 사오관시로 옮겼다. 주최측에 따르면 "정부로 인한 불가항력"으로 인해 2003년 대회가 취소되었다. 2004년에는 광둥성 후이저우시로 한 해 동안 옮겼다가 다시 사오관시로 돌아왔다.
2009년부터 2015년까지 이 대회는 저장성 룽유현에서 개최되었다. 이 대회는 2016년 베이징시 화이러우구로 옮겨진 후 WRC 일정에 다시 포함되었으나, 기상 피해로 인해 취소되었다. 중화인민공화국은 2016년에도 간쑤성 장예시에서 아시아-태평양 랠리 선수권 대회 라운드를 계속 개최할 것이며, 룽유현은 계속해서 중국 랠리 선수권 대회 라운드를 개최할 것이다.

## 역대 우승자 목록

### 차이나 랠리
| 연도 | 이름                           | 날짜               | 우승자          | 차량                        | 랠리 분류 |
| ---- | ------------------------------ | ------------------ | --------------- | --------------------------- | --------- |
| 1997 | 제1회 차이나 랠리              | 7월 11일–13일      | 콜린 맥레이     | 스바루 임프레자 WRC 97      | APRC      |
| 1998 | 제2회 차이나 랠리              | 10월 2일–4일       | 콜린 맥레이     | 스바루 임프레자 WRC 98      | APRC      |
| 1999 | 제3회 차이나 랠리              | 9월 17일–19일      | 디디에 오리올   | 토요타 코롤라 WRC           | WRC       |
| 2000 | 제4회 555 차이나 랠리          | 9월 7일–9일        | 피터 '포섬' 본  | 스바루 임프레자 WRX         | APRC      |
| 2001 | 제5회 차이나 사오관 랠리       | 10월 20일–22일     | 니코 칼다롤라   | 미쓰비시 랜서 에볼루션 VI   | APRC      |
| 2002 | 제6회 차이나 사오관 랠리       | 10월 19일–21일     | 카람짓 싱       | 프로톤 퍼트                 | APRC      |
| 2004 | 제7회 TCL 차이나 후이저우 랠리 | 10월 22일–24일     | 다구치 가쓰히코 | 미쓰비시 랜서 에볼루션 VIII | APRC      |
| 2005 | 제8회 차이나 사오관 랠리       | 11월 26일–28일     | 유시 발리마키   | 미쓰비시 랜서 에볼루션 VIII | APRC      |
| 2006 | 제9회 차이나 사오관 랠리       | 11월 24일–26일     | 코디 크로커     | 스바루 임프레자 WRX STi     | APRC      |
| 2007 | 제10회 차이나 사오관 랠리      | 11월 9일–11일      | 코디 크로커     | 스바루 임프레자 WRX STi     | APRC      |
| 2008 | 제11회 차이나 사오관 랠리      | 11월 8일–9일       | 코디 크로커     | 스바루 임프레자 WRX STi     | APRC      |
| 2009 | 제12회 차이나 랠리             | 11월 14일–15일     | 코디 크로커     | 스바루 임프레자 WRX STi     | APRC      |
| 2010 | 제13회 차이나 랠리             | 11월 6일–7일       | 스미야마 유야   | 미쓰비시 랜서 에볼루션 X    | APRC      |
| 2011 | 제14회 차이나 랠리             | 11월 4일–6일       | 앨리스터 맥레이 | 프로톤 사트리아 네오 S2000  | APRC      |
| 2012 | 제15회 차이나 랠리             | 10월 26일–28일     | 앨리스터 맥레이 | 프로톤 사트리아 네오 S2000  | APRC      |
| 2013 | 제16회 차이나 랠리             | 11월 2일–3일       | 에사페카 라피   | 스코다 파비아 S2000         | APRC      |
| 2014 | 제17회 차이나 룽유 랠리        | 11월 7일–9일       | 크리스 앳킨슨   | 폭스바겐 골프 SCRC          | APRC      |
| 2015 | 제18회 차이나 룽유 랠리        | 10월 30일–11월 1일 | 폰투스 티데만드 | 스코다 파비아 R5            | APRC      |
| 2016 | 제19회 차이나 베이징 랠리      | 9월 8일–11일       | 랠리 취소       | 랠리 취소                   | WRC       |
| 2018 | 제20회 차이나 룽유 랠리        | 10월 20일–21일     | 카를 크루다     | 폭스바겐 골프 SCRC          | APRC      |
| 2019 | 제21회 차이나 룽유 랠리        | 10월 26일–27일     | 린 더웨이       | 스바루 XV                   | APRC      |
| 2020 | 제22회 차이나 룽유 랠리        | 10월 16일–18일     | 랠리 취소       | 랠리 취소                   | APRC      |
| 2023 | 제23회 차이나 룽유 랠리        | 9월 20일–22일      | 쉬쥔            | 스코다 파비아 R5            | APRC      |
| 2024 | 제24회 차이나 룽유 랠리        | 10월 26일–29일     | 린 더웨이       | 현대 i20 N R5               | APRC      |